# Somebody (Fernsehserie)
Somebody (koreanischer Originaltitel: 썸바디 Sseom-ba-di) ist eine südkoreanische Serie, die von Beyond J für Netflix umgesetzt wurde. Die Serie wurde am 18. November 2022 weltweit auf Netflix veröffentlicht.

## Handlung
Eine Software-Entwicklerin und ihre Freundinnen werden in einen rätselhaften Mordfall verwickelt, in welchem die von ihr entwickelte Dating-App „Somebody“ eine tragende Rolle spielt. Zugleich tritt ein mysteriöser Mann in Erscheinung, der nicht nur seine Geheimnisse zu verbergen weiß, sondern auch irgendwie in die ganze Sache involviert ist.

## Besetzung und Synchronisation
Die deutschsprachige Synchronisation entstand nach den Dialogbüchern von Nina Kind sowie unter der Dialogregie von Patrick Bach durch die Synchronfirma CSC-Studio in Hamburg.
| Rolle                | Schauspieler    | Synchronsprecher      |
| -------------------- | --------------- | --------------------- |
| Seong Yun-o          | Kim Young-kwang | Flemming Stein        |
| Kim Sum              | Kang Hae-lim    | Linda Fölster         |
| Kim Sum (Kind)       | Park So-eul     | Lilly Logemann        |
| Im Mok-won           | Kim Yong-ji     | Runa Pernoda Schaefer |
| Yeong Gi-eun         | Kim Soo-yeon    | Malin Steffen         |
| Samantha Jung        | Choi Yoo-ha     | Kristin Riegelsberger |
| Jang Ha-na           | Choo Sun-woo    | Maria Wardzinska      |
| Shim Woo-cheol       | Choi Sang-hyuk  | Patrick Stamme        |
| Oh Na-eun            | Kim Na-yeon     | Arlette Stanschus     |
| Professor Min Gi-ung | Shin Mun-sung   | Martin Sabel          |
| Kim Eun-pyeong       | Kim Joong-ki    | Yannik Raiss          |
| Oh Bul-gwang         | Shim Woo-sung   | Alexander Merbeth     |
| Hong Gong-ju         | Kang Ji-eun     | Ela Nitzsche          |
| Mutter von Kim Sum   | Lee Ji-ha       | Simona Pahl           |
| User: 79NewMoney     | Lee Ki-chan     | Frank Logemann        |
| User: Foxy           | Lee Na-ra       | Elena Zvirbulis       |
| User: Rose           | Song Yeon-ji    | Marnie Aramruck       |
| Mr. Jung             | Choi Jae-hoon   | Janek Schächter       |

## Episodenliste
| Nr.                                                                           | Deutscher Titel | Originaltitel |
| ----------------------------------------------------------------------------- | --------------- | ------------- |
| 1                                                                             | Folge 1         | 1화           |
| 2                                                                             | Folge 2         | 2화           |
| 3                                                                             | Folge 3         | 3화           |
| 4                                                                             | Folge 4         | 4화           |
| 5                                                                             | Folge 5         | 5화           |
| 6                                                                             | Folge 6         | 6화           |
| 7                                                                             | Folge 7         | 7화           |
| 8                                                                             | Folge 8         | 8화           |
| Am 18. November 2022 wurden alle Folgen der Serie bei Netflix veröffentlicht. |                 |               |